# Marcus Terentius Varro

Marcus Terentius Varro (links), mittelalterliche Illustration

Marcus Terentius Varro (* 116 v. Chr. in Reate im Sabinerland, heute Rieti; † 27 v. Chr.) war der bedeutendste römische Polyhistor. Zur Unterscheidung von dem Dichter Publius Terentius Varro wird er oft nach seiner Herkunft als „Reatinus“ bezeichnet. Sein außerordentlich umfangreiches Werk war für die nachfolgenden Generationen eine Fundgrube kulturhistorischer Kenntnisse und hatte insbesondere auf die Kultur des augusteischen Zeitalters eine prägende Wirkung. Noch in der Spätantike war Varro eine bedeutende Autorität; auch Kirchenväter lasen und zitierten seine Werke. Heute ist nur noch ein kleiner Bruchteil seiner Schriften erhalten.

## Leben und Wirken
Varros Eltern sind unbekannt; wahrscheinlich entstammte er einer ritterlichen Familie. Sein Urahn war vermutlich der Konsul Gaius Terentius Varro. Reate ist als seine Heimatstadt erst in einem Brief des spätantiken Gelehrten und Politikers Quintus Aurelius Symmachus ausdrücklich bezeugt. Augustinus gibt irrtümlich Rom als Geburtsstadt und Wohnsitz in der Zeit der Kindheit an. Aus den Schriften Varros ist ersichtlich, dass er zu Reate, das er oft erwähnt und wo er ein Gut besaß, und zum Sabinerland eine enge Beziehung hatte; daher ist seine Herkunft von dort plausibel.
Varro studierte in Rom und Athen. Zu seinen Lehrern gehörten der Grammatiker und Literaturhistoriker Lucius Aelius Stilo, bei dem auch Cicero studierte, und der Platoniker Antiochos von Askalon, an dessen Unterricht Varro wohl um 84/82 in Athen teilnahm. Mit Cicero war er eng befreundet; vermutlich war er ein Verwandter von dessen Frau Terentia.
Schon früh begann Varro seine Laufbahn, cursus honorum, im Staatsdienst. In der zweiten Hälfte der neunziger Jahre war er triumvir capitalis, frühestens im Jahr 86 Quaestor. Er bekleidete das Tribunat (frühestens 70), die kurulische Ädilität und (wahrscheinlich 68) die Praetur. Im Jahr 67 war er Legat seines Freundes Pompeius im Seeräuberkrieg, wofür er mit der Corona navalis ausgezeichnet wurde. In derselben Stellung kommandierte er 49 in Spanien, musste sich aber nach der Kapitulation von Ilerda Caesar ergeben. Obwohl er sich hierauf aufs Neue Pompeius anschloss, wurde er nach der Schlacht von Pharsalos von Caesar begnadigt und kehrte im Jahr 46 nach Rom zurück. Dort beauftragte ihn Caesar mit der Errichtung einer öffentlichen Bibliothek, doch fiel dieses Projekt den Wirren nach Caesars Tod zum Opfer. Nach Caesars Ermordung wurde Varro 43 von Marcus Antonius geächtet und entging nur mit knapper Not dem Tod. Von Oktavian begnadigt lebte Varro – bis an sein Lebensende im Jahr 27 literarisch tätig – auf seinem Landgut in den sabinischen Bergen.
Plinius der Ältere berichtet, dass Varro auf seinen Wunsch in einem tönernen Sarg beigesetzt wurde, und zwar „nach pythagoreischer Sitte“ gebettet auf Blätter von Myrten, Ölbäumen und schwarzen Pappeln. Diese testamentarische Verfügung Varros zeigt seine enge Beziehung zum römischen Neupythagoreismus, die auch aus einer Reihe von Äußerungen in seinen Werken hervorgeht.

## Auffassung von der Landwirtschaft
Im Gegensatz zu dem hundert Jahre älteren Cato behandelt Varro das Thema eher theoretisch: Der Gutsherr bewirtschaftet sein Land nicht mehr selbst, sondern kontrolliert eher seinen Verwalter. Unter anderem berechnet Varro genau die Arbeitskraft der notwendigen Sklaven. Er empfiehlt, Landhäuser entfernt von Sümpfen anzulegen, in denen animalia quaedam minuta, quae non possunt oculi consequi (= kleine Tierchen, welche die Augen nicht erspähen können) leben, die, durch Mund und Nase aufgenommen, schwere Krankheiten hervorrufen können.

## Varronische Zählung
Von Varro stammt die Berechnung des Jahres der (legendären) Gründung der Stadt Rom, des natalis urbis (Geburtstag der Stadt Rom). Auf dieses Jahr bezieht sich mit der Formel ab urbe condita („varronische“ Zählung genannt) die Jahresangabe. Varro ging – wie viele seiner Zeitgenossen – von einem spekulativ erschlossenen Zeitpunkt der Eroberung Trojas durch die Griechen aus, der nach unserer Zählung in das Jahr 1193 v. Chr. fällt. Nach seinen eigenen Angaben gelangte er durch die Einführung einer symbolischen Zahl zum Jahr der Stadtgründung: 440 Jahre galten ihm als Abstand zwischen Tod und Wiedergeburt eines Individuums in der Seelenwanderung. Dafür berief er sich auf Astrologen, die Geburtshoroskope stellten. Diese Annahme übertrug er auf Städte. Da er Rom nach dem Aeneasmythos als Wiedergeburt des heldenhaften Troia ansah, errechnete er für die Gründung das Jahr 753 vor Beginn der heute verwendeten Zeitrechnung. Allerdings begann sich die Jahreszählung mit dem Bezugspunkt der Stadtgründung erst in der Spätantike durchzusetzen. Man zählte, auch in der Kaiserzeit, weiterhin die Jahre nach den Konsuln. Außerdem war Varros Berechnung umstritten, wie Cicero feststellte.

## Theologie
Der Kirchenvater Augustinus griff in seinem Werk De civitate Dei (Über den Gottesstaat) so oft auf Varros Antiquitates rerum humanarum et divinarum zurück, dass sie von der modernen Philologie aus seinen Zitaten teilweise rekonstruiert werden konnten. In diesen Zitaten aus Varros Werk findet sich auch der älteste überlieferte Beleg für den Begriff „Natürliche Theologie“. Ob er der erste war, der den Begriff theologia naturalis benutzt hat, lässt sich nicht sagen. Aber der Begriff ist dank der Überlieferung durch Augustinus geschichtsmächtig geworden.
Varro stützt sich auf stoische Quellen. Er unterscheidet zwischen der von Dichtern geschaffenen mythischen Theologie (genus mythicon), der Theologie der Philosophen (genus physicon) und der Auffassung von den Göttern, die im Rahmen der Staatsreligion vorausgesetzt wird (genus civile). Die Dichterfabeln lehnt Varro ab; er meint, dass ihnen nur das törichte Volk anhänge. Die philosophische Theologie hält er – trotz seiner Missbilligung der philosophischen Meinungsverschiedenheiten über die Natur der Götter – für wertvoll. Er befürwortet die Ausübung der traditionellen Staatsreligion und meint, dass sie den Bedürfnissen des Volkes angemessen sei, während vieles in der philosophischen Theologie über die Fassungskraft des Volkes hinausgehe. Nach seiner Ansicht wurde die ursprünglich reine Gottesverehrung der römischen Religion durch den Einfluss der Dichter verdorben. Damit stellt sich Varro in die Tradition der seit Platon gängigen Kritik am Umgang der Dichter mit der Religion. Als Vorbild altrömischer Frömmigkeit hebt Varro den sagenhaften, hochverehrten Friedenskönig Numa Pompilius hervor. Numas Name wurde in Rom mit dem von Varro sehr geschätzten Pythagoreismus assoziiert, wenn auch Gebildete wie Cicero und Livius darauf hinwiesen, dass Numa nicht, wie die Legende behauptete, ein Schüler des Pythagoras gewesen sein konnte. Varro setzt Numa chronologisch korrekt vor Pythagoras.

## Werke

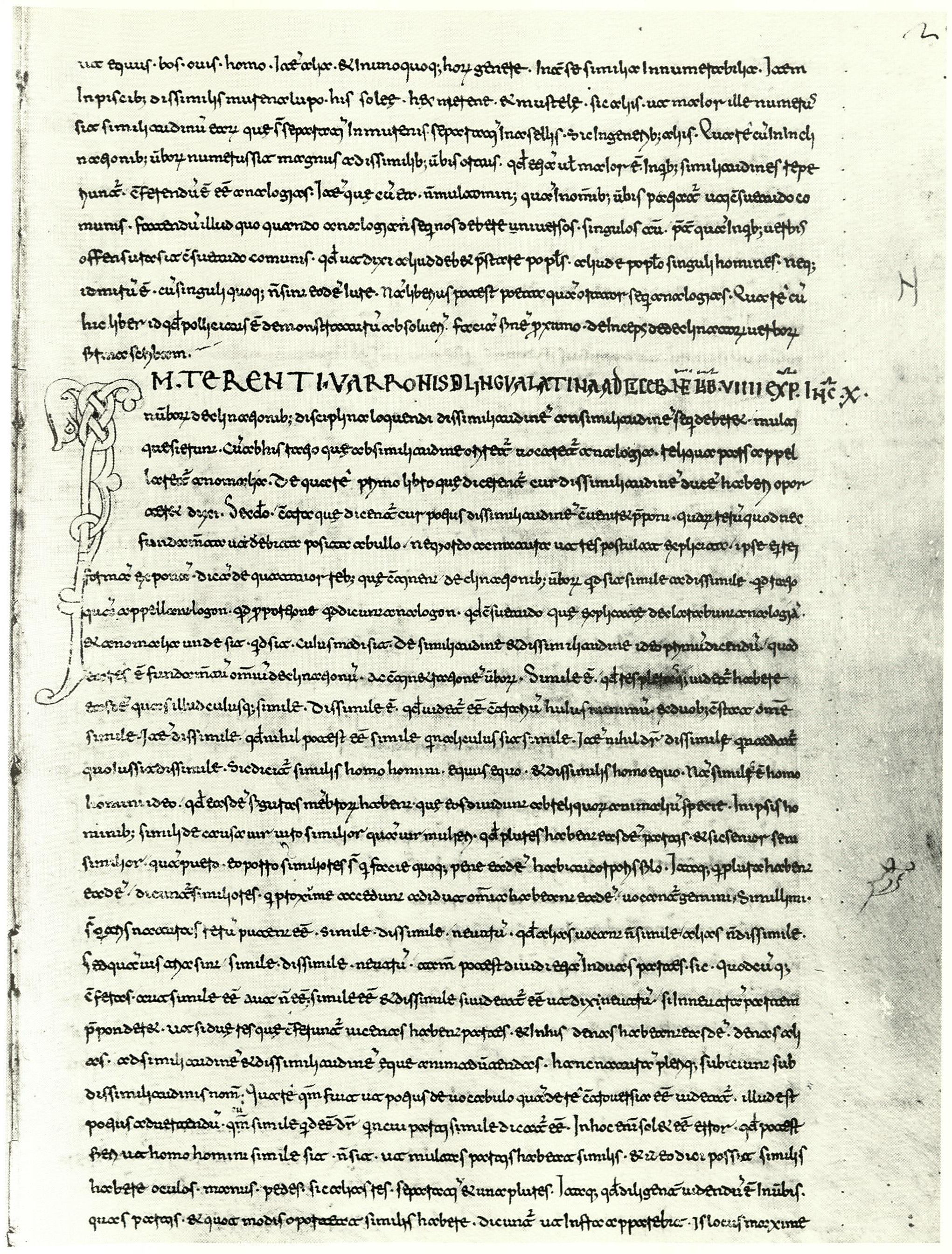
Eine Seite der ältesten Handschrift von De lingua Latina: Florenz, Biblioteca Medicea Laurenziana, Plut. 51.10, fol. 28r (um 1100)

Varros Gelehrsamkeit umfasste eine Vielzahl von Wissensgebieten, und seiner Produktivität kam kein anderer Römer gleich. Quintilian nannte ihn den „gelehrtesten aller Römer“. Die Gesamtzahl seiner Werke – größtenteils Abhandlungen und Dialoge, aber auch Gedichte – betrug über 70 in mehr als 600 „Büchern“ (Gliederungseinheiten). Vollständig erhalten hat sich davon nur das im 80. Lebensjahr verfasste Lehrbuch über die Landwirtschaft in drei Büchern (Rerum rusticarum libri tres). Dieses Werk sollte seiner Frau Fundania, die sich eine Villa rustica gekauft hatte, als Leitfaden dienen.
Von den 25 Büchern des Werkes De lingua Latina (Über die lateinische Sprache) ist der größte Teil verloren; erhalten sind nur die Bücher 5–10 (lückenhaft) sowie einige Fragmente aus den verlorenen Büchern. Von den 150 Büchern menippeischer Satiren sind fast 600 Fragmente erhalten.
Das restliche Werk ist nur aus Zitaten in Schriften anderer antiker Autoren und aus einer spätantiken Werkliste bekannt. Dazu gehören unter anderem:
Antiquarische Werke:
- Antiquitates rerum humanarum et divinarum (Altertümer menschlicher und göttlicher Einrichtungen), eine Caesar gewidmete Darstellung der römischen Kulturgeschichte in 41 Büchern
- De familiis Troianis (Über die trojanischen Familien), eine Darstellung der (angeblichen) trojanischen Herkunft alter römischer gentes
- De gente populi Romani libri IV, eine Darstellung der Urgeschichte des römischen Volkes (populus Romanus) als ethnische Einheit (gens)
- De vita populi Romani libri IV (Vier Bücher über das Leben des römischen Volkes), eine Geschichte der römischen Zivilisation seit der Königszeit
- Tribuum liber (Buch über die tribus)

Sprachwissenschaftliche Werke:
- De antiquitate litterarum, eine dem Tragödiendichter und Literaturhistoriker Lucius Accius gewidmete Schrift über die Geschichte des Alphabets, das ursprünglich 16 Buchstaben umfasst haben soll und dann allmählich erweitert wurde
- De origine linguae Latinae (Über den Ursprung der lateinischen Sprache), worin sich Varro unter sprachgeschichtlichem Gesichtspunkt mit dem Verhältnis zwischen dem Griechischen und dem Lateinischen sowie anderen italischen Sprachen befasste
- De sermone Latino libri V, eine Schrift über die korrekte lateinische Umgangssprache in fünf Büchern
- De similitudine verborum libri III (Über die Ähnlichkeit der Wörter), eine Abhandlung über sprachliche Analogie in drei Büchern
- De utilitate sermonis (Über die Nützlichkeit der Umgangssprache), worin anscheinend Unregelmäßigkeiten (Anomalien) in der lateinischen Sprache untersucht wurden

Literaturwissenschaftliche Werke:
- De actionibus scaenicis libri III, eine Zusammenstellung von Didaskalien (Liste von Dramenaufführungen mit Angaben zu den jeweiligen Einzelheiten)
- De bibliothecis libri III (Über die Bibliotheken), eine Geschichte des Buch- und Bibliothekswesens im Zeitalter des Hellenismus, worin Varro anscheinend auch auf verschiedene Beschreibstoffe wie Papyrus und Pergament einging
- De comoediis Plautinis (Über die plautinischen Komödien), eine Untersuchung über die Echtheit der Plautus zugeschriebenen Komödien, mit der die 21 Komödien, die erhalten sind und noch heute als echt gelten, als unzweifelhaft authentisch ermittelt wurden; bei anderen Stücken hielt Varro die Echtheit für möglich oder verneinte sie eindeutig
- De compositione saturarum, eine Schrift über die Struktur römischer Satiren
- De descriptionibus libri III (Über Beschreibungen); das Thema war entweder die Ekphrasis oder die Lehre von den Bühnencharakteren
- De personis über die Masken in der Tragödie und der Komödie
- De poematis libri III (Über die Dichtungen), ein Lehrdialog über die verschiedenen Gattungen der lateinischen Dichtung in drei Büchern
- De poetis (Über die Dichter), eine Geschichte der lateinischen Dichtung in Gestalt von Biographien römischer Dichter, beginnend mit Livius Andronicus
- De proprietate scriptorum libri III, eine Untersuchung der persönlichen stilistischen Eigenheiten römischer Autoren (die auch als Kriterien für die Echtheit ihnen zugeschriebener Werke dienen konnten)
- De scaenicis originibus libri III, eine römische Theatergeschichte in drei Büchern
- Quaestionum Plautinarum libri V (Plautus-Fragen), eine Untersuchung über schwierige Wörter bei dem Komödiendichter Plautus in fünf Büchern

Enzyklopädische Werke:
- Disciplinarum libri IX (Neun Bücher über die Fächer), eine Darstellung der Sieben freien Künste (Grammatik, Dialektik, Rhetorik, Geometrie, Arithmetik, Astronomie, Musik) sowie zusätzlich der Architektur und der Medizin
- Hebdomades vel de imaginibus libri XV (Siebenergruppen oder Über Bilder in 15 Büchern), eine Sammlung von 700 gemalten Porträts berühmter Römer und Griechen, jeweils mit einem Epigramm und einer kurzen Biographie[11]

Philosophie:
- Logistoricon libri LXXVI (76 Abhandlungen), eine Sammlung von Monographien (logistorici) über Fragen der Philosophie und Lebensführung. Die Bezeichnung logistoricus wurde von Varro selbst geprägt; ihre genaue Bedeutung ist unklar. Zu den logistorici gehört wohl Varros Schrift De philosophia, worin er die Philosophie als Lehre von der rechten Lebensführung behandelt.[12]

## Namensgebung
Die Gattung Varroa Oudemans, 1904 mit der Varroamilbe, welche die Bienenseuche Varroose verursacht, ist nach Marcus Terentius Varro benannt. Auch die Pflanzengattung Varronia P.Browne aus der Familie der Raublattgewächse (Boraginaceae) ist nach ihm benannt.

## Textausgaben und Übersetzungen
Gesamtausgaben und Ausgaben mehrerer Werke
- Francesco Semi (Hrsg.): M. Terentius Varro. Armena, Venezia 1965
  - Bd. 1: De lingua Latina
  - Bd. 2: Fragmenta operum de grammatica, litteris, philosophia, scientiis. Logistoricon libri. Antiquitates
  - Bd. 3: Saturae Menippeae. De gente populi Romani. De vita populi Romani. Fragmenta operum historicorum
  - Bd. 4: De re rustica. Index nominum, quae apud Varronem reperiuntur
- Antonio Traglia (Hrsg.): Opere di Marco Terenzio Varrone. Unione tipografico-editrice torinese, Torino 1974 (Nachdruck 1979), ISBN 88-02-02323-9 (unkritische Ausgabe mit italienischer Übersetzung; enthält: De lingua Latina, De grammatica librorum reliquiae, Rerum rusticarum libri tres)
- Marcello Salvadore (Hrsg.): M. Terenti Varronis Fragmenta omnia quae extant. Olms, Hildesheim 1999ff. (kritische Ausgabe ohne Übersetzung; bisher erschienen:)
  - Teil 1: Supplementum. 1999, ISBN 3-487-10877-1 (enthält: Fragmenta nova vel praetermissa, Hebdomadum fragmenta, Fragmenta a Nicolao Perotti edita)
  - Teil 2: De vita populi Romani libri IV. 2004, ISBN 3-487-12672-9

Antiquitates rerum divinarum
- Burkhart Cardauns (Hrsg.): M. Terentius Varro: Antiquitates Rerum Divinarum. 2 Bände (Teil 1: Die Fragmente, Teil 2: Kommentar), Franz Steiner Verlag, Wiesbaden 1976 (kritische Ausgabe der Fragmente; deutsche Übersetzung im Kommentarteil)

De lingua Latina
 Gesamttext 
- Roland G. Kent (Hrsg.): Varro: On the Latin Language. 2 Bände, 3., durchgesehene Auflage, William Heinemann und Harvard University Press, London/Cambridge (Mass.) 1958 (kritische Ausgabe mit englischer Übersetzung); Digitalisate der 1. Auflage von 1938: Bd. 1 (Bücher I–VII), Bd. 2 (Bücher VII–X, Fragmente)
- Wolfgang de Melo (Hrsg.): Varro: De lingua Latina. Introduction, Text, Translation, and Commentary. 2 Bände. Oxford 2019. ISBN 978-0-19-965973-9 (Eine Einleitung, eine kritische Ausgabe der vollständigen Bücher (V bis X) und der Fragmente mit gegenüberliegender englischer Übersetzung sowie ein hauptsächlich sprachwissenschaftlicher Kommentar).
- Wilhelm Pfaffel (Hrsg.): Marcus Terentius Varro, De lingua Latina (Edition Antike). 2 Bände, Wissenschaftliche Buchgesellschaft, Darmstadt 2023, ISBN 978-3-534-27653-0 (Gesamtausgabe mit deutscher Übersetzung).

 Einzelne Bücher 
- Jean Collart (Hrsg.): Varron, De lingua Latina. Livre V. Les Belles Lettres, Paris 1954 (kritische Ausgabe des fünften Buches mit französischer Übersetzung und Kommentar).
- Hellfried Dahlmann (Hrsg.): Varro, De lingua Latina Buch VIII. 3., unveränderte Auflage (der Erstausgabe von 1940), Weidmann, Berlin 2003, ISBN 3-615-15850-4 (kritische Ausgabe des achten Buches mit deutscher Übersetzung und Kommentar).
- Pierre Flobert (Hrsg.): Varron, La langue latine, Livre VI. Les Belles Lettres, Paris 1985, ISBN 2-251-01331-8 (kritische Ausgabe des sechsten Buches mit französischer Übersetzung und Kommentar).
- Pierre Flobert (Hrsg.): Varron. La langue latine. Tome III. Livre VII. Les Belles Lettres, Paris 2019. ISBN 9782251014852.
- Daniel J. Taylor (Hrsg.): Varro, De lingua Latina X. Benjamins, Amsterdam 1996, ISBN 90-272-4573-8 (kritische Ausgabe des zehnten Buches mit englischer Übersetzung und Kommentar).

Logistorici
- Burkhart Cardauns (Hrsg.): Varros Logistoricus über die Götterverehrung. Konrad Triltsch Verlag, Würzburg 1960 (kritische Ausgabe der Fragmente mit Übersetzung und Kommentar)

Rerum rusticarum libri tres
- Dieter Flach (Hrsg.): Marcus Terentius Varro: Über die Landwirtschaft. Wissenschaftliche Buchgesellschaft, Darmstadt 2006, ISBN 978-3-534-19069-0 (kritische Edition mit Einleitung und deutscher Übersetzung, aber ohne Kommentar; überarbeitete Fassung von Flachs älterer dreibändiger, mit Kommentarteil versehener Ausgabe dieses Werks)
- Dieter Flach (Hrsg.): Marcus Terentius Varro: Gespräche über die Landwirtschaft. Wissenschaftliche Buchgesellschaft, Darmstadt 1996–2002 (kritische Edition mit Einleitung, Übersetzung und Kommentarteil; als Textausgabe durch Flachs neue Ausgabe von 2006 überholt, aber wegen des Kommentarteils weiterhin wichtig)
  - Buch I, 1996, ISBN 3-534-11647-X
  - Buch II, 1997, ISBN 3-534-11648-8
  - Buch III, 2002, ISBN 3-534-11649-6

Saturae Menippeae
- Raymond Astbury (Hrsg.): M. Terentii Varronis saturarum Menippearum fragmenta. 2., überarbeitete Auflage, Saur, München und Leipzig 2002, ISBN 3-598-71236-7 (kritische Ausgabe ohne Übersetzung)
- Werner A. Krenkel (Hrsg.): Marcus Terentius Varro: Saturae Menippeae. 4 Bände, Scripta Mercaturae Verlag, St. Katharinen 2002, ISBN 3-89590-122-9 (kritische Ausgabe mit deutscher Übersetzung und Kommentar)